# Heiko Spitzeck
Heiko Spitzeck (* 27. Januar 1974) ist ein deutscher Sachbuchautor.
Spitzeck promovierte an der Universität St. Gallen. Zwischen 2004 und 2006 war er Direktor von Oikos International. Nach mehrjähriger Erfahrung als Kaderausbildner für multinationale Konzerne im Bereich Corporate Responsibility und Sustainability wurde Spitzeck Dozent bei der Stiftung Dom Cabral in Brasilien.
Spitzeck ist Direktor und Gründungsmitglied des Humanistic Management Network.
Spitzecks bekanntestes Werk ist Humanism in business.